# 드라마다큐X
《드라마다큐X》는 SBS에서 방영되었던 SBS드라마이다.

## 기획의도
다큐멘터리를 위한 드라마

## 내레이션
- 김도현

## 출연진
- 주상욱 - 이수 역